# Sei Nazioni under 20
Il Sei Nazioni under 20 è un torneo internazionale di rugby a 15 riservato a squadre nazionali maschili under 20, omologo del più antico torneo maschile maggiore del Sei Nazioni. Ideato nel 2004, originariamente era riservato a formazioni under 21, ma a partire dal 2008 la partecipazione venne mutata a favore delle formazioni under 20. La Nazione che vanta il maggior numero di successi è l'Inghilterra con 10 titoli conquistati (di cui 2 con la formazione under 21 e 8 con quella under 20). Il torneo si svolge annualmente tra febbraio e marzo nei medesimi weekend del Sei Nazioni per nazionali maschili maggiori.

## Albo d'oro
| Sei Nazioni under 21 | Sei Nazioni under 21 | Sei Nazioni under 21 | Sei Nazioni under 21 | Sei Nazioni under 21 |
| Anno                 | Vincitore            | Grande Slam          | Triple Crown         | Note                 |
| -------------------- | -------------------- | -------------------- | -------------------- | -------------------- |
| 2004                 | Inghilterra under 21 | Inghilterra under 21 | Inghilterra under 21 | [ 1 ]                |
| 2005                 | Galles under 21      | Galles under 21      | Galles under 21      | [ 2 ]                |
| 2006                 | Inghilterra under 21 | Inghilterra under 21 | Inghilterra under 21 | [ 3 ]                |
| 2007                 | Irlanda under 21     | Irlanda under 21     | Irlanda under 21     | [ 4 ]                |
| Sei Nazioni under 20 |                      |                      |                      |                      |
| Anno                 | Vincitore            | Grande Slam          | Triple Crown         | Note                 |
| 2008                 | Inghilterra under 20 | Inghilterra under 20 | Inghilterra under 20 | [ 5 ]                |
| 2009                 | Francia under 20     | —                    | —                    | [ 6 ]                |
| 2010                 | Irlanda under 20     | —                    | Irlanda under 20     | [ 7 ]                |
| 2011                 | Inghilterra under 20 | Inghilterra under 20 | Inghilterra under 20 | [ 8 ]                |
| 2012                 | Inghilterra under 20 | —                    | Inghilterra under 20 | [ 9 ]                |
| 2013                 | Inghilterra under 20 | —                    | —                    | [ 10 ]               |
| 2014                 | Francia under 20     | Francia under 20     | Inghilterra under 20 | [ 11 ]               |
| 2015                 | Inghilterra under 20 | —                    | —                    | [ 12 ]               |
| 2016                 | Galles under 20      | Galles under 20      | Galles under 20      | [ 13 ]               |
| 2017                 | Inghilterra under 20 | Inghilterra under 20 | Inghilterra under 20 | [ 14 ]               |
| 2018                 | Francia under 20     | —                    | —                    | [ 15 ]               |
| 2019                 | Irlanda under 20     | Irlanda under 20     | Irlanda under 20     | [ 16 ]               |
| 2020                 | annullato            | —                    | Irlanda under 20     | [ 17 ] [ 18 ]        |
| 2021                 | Inghilterra under 20 | Inghilterra under 20 | Inghilterra under 20 | [ 19 ]               |
| 2022                 | Irlanda under 20     | Irlanda under 20     | Irlanda under 20     | [ 20 ]               |
| 2023                 | Irlanda under 20     | Irlanda under 20     | Irlanda under 20     | [ 21 ]               |
| 2024                 | Inghilterra under 20 | —                    | —                    | [ 22 ]               |
| 2025                 | Francia under 20     | —                    | —                    | [ 23 ]               |

## Statistiche
|                      | Inghilterra | Francia | Irlanda | Italia | Scozia | Galles |
| -------------------- | ----------- | ------- | ------- | ------ | ------ | ------ |
| Tornei               | 22          | 22      | 22      | 22     | 22     | 22     |
| Vittorie             |             |         |         |        |        |        |
| Sei Nazioni under 21 | 2           | —       | 1       | —      | —      | 1      |
| Sei Nazioni under 20 | 8           | 4       | 4       | —      | —      | 1      |
| Totale               | 10          | 4       | 5       | —      | —      | 2      |
| Grande Slam          |             |         |         |        |        |        |
| Sei Nazioni under 21 | 2           | —       | 1       | —      | —      | 1      |
| Sei Nazioni under 20 | 4           | 1       | 3       | —      | —      | 1      |
| Totale               | 6           | 1       | 4       | —      | —      | 2      |
| Triple Crown         |             |         |         |        |        |        |
| Sei Nazioni under 21 | 2           | —       | 1       | —      | —      | 1      |
| Sei Nazioni under 20 | 6           | —       | 5       | —      | —      | 1      |
| Totale               | 8           | —       | 6       | —      | —      | 2      |
| Cucchiaio di legno   |             |         |         |        |        |        |
| Sei Nazioni under 21 | —           | —       | 1       | 2      | —      | 1      |
| Sei Nazioni under 20 | —           | —       | 1       | 7      | 8      | 1      |
| Totale               | —           | —       | 2       | 9      | 8      | 2      |